# Denpa teki na Kanojo
Denpa teki na kanojo (電波的な彼女?  La novia electromagnética) es una novela ligera escrita por Kentarō Katayama y con ilustraciones de Yamato Yamamoto, que ha sido adaptada dos OVA de 40 minutos, que fueron lanzadas con los volúmenes 3 y 4 del manga Kure-nai.

## Argumento
La serie sigue la historia de Jū Jūzawa, un problemático y solitario joven estudiante. Un día Ochibana Ame lo contacta, diciéndole que en una vida pasada él fue el rey de un continente antiguo y ella es su caballero. Él trata de evitarla, pero ambos, junto a otros compañeros de clase, terminan involucrándose en varios crímenes.

## Personajes

### Personajes principales
- Jū Jūzawa (柔沢ジュウ?) es un chico solitario que sufre el estigma de ser una persona conflictiva ante los demás. Su vida cambiará al conocer a Ame, quién lo citará por medio de una carta y le jurará lealtad absoluta. Su seiyū es Yoshimasa Hosoya.[5]

- Ame Ochibana (堕花雨?) estudia en la misma escuela que Jū, aunque no está en la misma clase. En su primer encuentro con Jū, ella le jura lealtad absoluta, ya que según ella, en un pasado muy remoto, Jū fue el rey de un continente llamado «Lemuria» y ella fue su súbdito más leal. Además, debido a su personalidad poco común y a raíz de un altercado que tuvo con una de las compañeras de clase de Jū, hace que este último sospeche que ella es «El Asesino Fantasma». Le gusta coleccionar mangas, figuras de acción y libros que traten sobre casos de asesinato. Aparentemente, su fuerte no es la cocina, ya que siempre su madre y hermana menor le impiden entrar allí. Su seiyū es Ryō Hirohashi.[5]

### Personajes secundarios
- El Asesino Fantasma. Personaje del primer OVA. Su nombre verdadero es Kiyoshi Kakura (賀来羅清?) y es el responsable principal de una serie de asesinatos que suceden en la ciudad. Según él, es un agente encubierto del gobierno cuya función es eliminar a los alienígenas interdimensionales que se encuentran ocultos entre la población. Su seiyū es Hideki Tasaka.[5]
- Hikaru Ochibana (堕花光?). Es la hermana menor de Ame, pero no asiste a la misma escuela que ella. En su escuela, pertenece al club de artes marciales. Aparece por primera vez en el primer OVA, aunque solo participa en una pequeña escena, cuando ataca por sorpresa a Jū en la estación de tren, ya que según ella, Jū es la causa por la cual su hermana mayor se está desconectando cada vez más de la realidad. En el segundo OVA, tiene una mayor participación, e incluso logra salvar a Jū de una situación muy complicada a costa de su primer beso, lo cual le acarreará algunos problemas en el plano sentimental. Su seiyū es Kozue Yoshizumi.[5]
- Ichiko Ayase (綾瀬一子?). Aparece en el segundo OVA. Está en la misma clase que Ame y es la vicepresidenta del Concejo Estudiantil. Tiene una personalidad seria y algo antipática, especialmente cuando tiene al frente a Jū. Guarda un pasado muy desafortunado. Su seiyū es Ami Koshimizu.[5]
- Kanako Fujishima (藤嶋香奈子?). Aparece en el primer OVA. Está en la misma de clase que Jū. Su muerte, hace creer a Jū que Ame es «El Asesino Fantasma», ya que él la encontró en escena del crimen. Su sueño era convertirse en traductora. Su seiyū es Akemi Satō.[5]
- Kaori Shiraishi (白石香里?). Aparece en el segundo OVA. Es la presidenta del Concejo Estudiantil. Por su personalidad amable y feliz (aunque guarda un sentimiento de culpa debido un evento acontecido en su pasado), se convertirá en uno de los blancos del «Club de la Felicidad». Su seiyū es Kana Ueda.[5]
- Miya Satsuki (紗月美夜?). Personaje del primer OVA. Está en la misma clase que Jū y está enamorada de este. Tiene una personalidad amable y muy alegre. Lamentablemente, su vida se verá afectada por «El Asesino Fantasma». Su seiyū es Yū Kobayashi.[5]
- Madoka Endō (円堂円?). Aparece por primera vez en el primer OVA, aunque solo aparece en un cameo cuando ella, Yukihime y Ame se reúnen en la estación de tren. En el segundo OVA, tiene una mayor participación ayudando a Jū y Ame a descubrir quién está detrás del «Club de la Felicidad», cuyo alias es Kuraki-san. Tiene una personalidad seria, no le gustan los hombres y detesta el brócoli. Su seiyū es Mitsuki Saiga.[5]
- Yukihime Kirishima (斬島雪姫?). Aparece por primera vez en el primer OVA, aunque solo aparece en un cameo cuando ella, Madoka y Ame se reúnen en la estación de tren. En el segundo OVA, tiene una mayor participación ayudando a Jū y Ame a descubrir quién está detrás del «Club de la Felicidad», cuyo alias es «Kuraki-san». Tiene una personalidad muy extrovertida y relajada (Ella misma le dice a Jū que tiene 84 cm de busto y 83 cm de cadera, sin que este se lo pregunte), aunque su personalidad puede cambiar drásticamente cuando la situación lo requiere. Su seiyū es Mai Nakahara.[5]

## Apariciones en otros animes y otras curiosidades
- En el capítulo 4 de Akikan!, Najimi (una de los personajes principales de ese anime) está caminando en una calle y pasa al lado de un afiche que promociona el estreno de la película «Denpa teki na kanojo». En el siguiente capítulo de este mismo anime, Najimi se detiene debajo de un cine donde se vuelve a distinguir otro afiche similar.
- Casi al final del primer OVA, a Jū se le ve tomando una lata de gaseosa o soda de melón, que es exactamente igual a las que se ven en la serie Akikan! y que corresponde al akikan Meron («Melón», en español).

## Contenido de la obra

### Novela ligera
| # | Título | ISBN               | Fecha                    |
| - | --- | ------------------ | ------------------------ |
| 1 | Denpa teki na kanojo (電波的な彼女? La novia electromagnética)                                                                                             | ISBN 4-08-630206-3 | 22 de septiembre de 2004 |
| 2 | Denpa teki na kanojo ~Orokamono no sentaku~ (電波的な彼女 〜愚か者の選択〜? La novia electromagnética ~La elección del tonto~)                             | ISBN 4-08-630230-6 | 25 de marzo de 2005      |
| 3 | Denpa teki na kanojo ~Kōfuku game~ (電波的な彼女 〜幸福ゲーム〜 Denpa teki na kanojo ~Kōfuku gēmu~?, La novia electromagnética ~El juego de la felicidad~) | ISBN 4-08-630247-0 | 22 de julio de 2005      |

### OVA
| # | Título | Estreno                |
| --- | --- | ---------------------- |
| 1 | «La novia electromagnética» «Denpa teki na kanojo» (電波的な彼女)                                                         | 1 de mayo de 2009      |
| La ciudad atraviesa una serie de asesinatos y no va a tardar mucho tiempo antes de que Jū, Ame y algunas compañeras de clase del primero se vean envueltos en estos sucesos.                                                           | |                        |
| 2 | «La novia electromagnética ~El juego de la felicidad~» «Denpa teki na kanojo ~Kōfuku gēmu~» (電波的な彼女 〜幸福ゲーム〜) | 4 de diciembre de 2009 |
| Extraños incidentes les están ocurriendo a algunos estudiantes de las escuelas de la ciudad y no va a tardar mucho tiempo antes de que Jū, Ame y algunas estudiantes de su propia escuela se vean envueltos en estos extraños sucesos. | |                        |